# 名誉研究員
名誉研究員（めいよけんきゅういん、英: Honorary Fellow）は、研究所や大学が定める研究員の役職または称号。名誉フェローまたは、名誉学者とも言う。

## 名誉特別研究員

### 日本学術会議における名誉特別研究員
また、類似職名を含めれば、独立行政法人日本学術振興会名誉特別研究員に秋篠宮妃が就任するなどの例もある。

## 名誉客員研究員

### 大学等における名誉客員研究員
大学等では名誉職上の職位かつ客員として登用する役職として、名誉客員研究員を置くことがある。一例として英国の海洋生物学協会会長で、米国ハーバード大学教授等を歴任したジェームズ・ラブロックは英国オックスフォード大学の名誉客員研究員となっているほか、、英国環境汚染委員会議長を務めたヨーク大学名誉教授　ジョン・ロートンはロンドン自然史博物館の名誉客員研究員を務めている。

## 名誉主任研究員

### シンクタンク等における名誉主任研究員
フランスではシンクタンク等で名誉職上の職位として名誉主任研究員を任命することがある。フランス国立科学研究センターで永年研究員を務め、同国氷河学・環境地球物理学研究所副所長、同所長を歴任したクロード・ロリウス(Claude Lorius)が1998年より古巣の科学研究センターの名誉主任研究員に任じられたことはその例である。

## 名誉研究員

### 国立機関・研究所の名誉研究員
日本では国立科学博物館や独立行政法人の役職などにみられる他、中国の新疆文物考古研究所などにおいて授与される称号としても存在する

### 大学の名誉研究員
イギリスの王立芸術大学院、日本の早稲田大学、法政大学などにみられる称号及び役職。

### 文献資料
- 日外アソシエーツ編集部編『現代外国人名録2012』（日外アソシエーツ、2012年）ISBN 4816923527

### 報道資料
- 『読売新聞』2009年2月25日東京朝刊

### インターネット資料(外部リンク)
- 宮内庁ウェブサイト「文仁親王同妃両殿下」
- 独立行政法人放射線医学研究所名誉研究員規程 (PDF)